# Leonberg (Württemberg)
Leonberg település Németországban, azon belül Baden-Württembergben. 

### Városrészei
A következő településeket beolvasztattak Leonbergba:

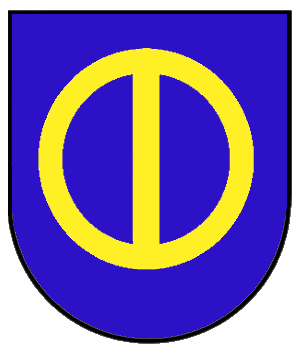
Eltingen
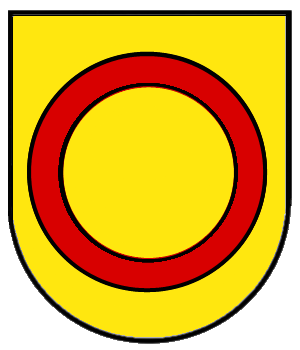
Gebersheim
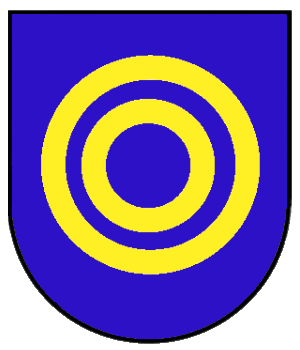
Höfingen
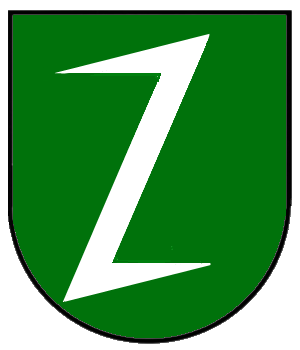
Warmbronn

## Népesség
A település népessége az elmúlt években az alábbi módon változott:
| Lakosok száma | 900  | 31 599 | 35 915 | 38 927 | 40 303 | 43 539 | 44 904 | 45 537 | 46 143 | 49 845 |
|               | 1350 | 1967   | 1974   | 1980   | 1987   | 1994   | 2001   | 2007   | 2014   | 2023   |

## Híres szülöttjei
- Heinrich Eberhard Gottlob Paulus (1761–1851), protestáns hittudós
- Friedrich Wilhelm Joseph Schelling (1775–1854), filozófus
- Sigurd Friedrich Abel (1837–1873), történetíró
- Martin Winterkorn (* 1947), autóipari menedzser
- Frank Schäffer (1952–2024), labdarúgó
- Günther Lohre (1953–2019), atléta, rúdugró
- Bernd Riexinger (* 1955), politikus
- Dennis Hillebrand (* 1979), labdarúgó
- Sebastian Hertner (* 1991), labdarúgó
- Dinah Eckerle (* 1995), kézilabdázó